# Onthophagus margaritifer
Onthophagus margaritifer là một loài bọ cánh cứng trong họ Bọ hung (Scarabaeidae).